# Puchar Sześciu Narodów U-20 2013
Puchar Sześciu Narodów U-20 2013 – szósta edycja Pucharu Sześciu Narodów U-20, międzynarodowych rozgrywek w rugby union dla reprezentacji narodowych do lat dwudziestu. Zawody odbyły się w dniach 1 lutego – 17 marca 2013 roku, a zwyciężyła w nich reprezentacja Anglii.
Sędziowie zawodów.

## Mecze
| 1 lutego 201317:45 | Anglia U-20                                                          | 15:6 | Szkocja U-20       | The Brickfields, Devonport Widzów: 5000 Sędzia: Claudio Blessano |
| 1 lutego 201317:45 | Henry Slade 5 (pd K) Luke Cowan-Dickie 5 (P) karne przyłożenie 5 (P) | 15:6 | Tommy Allan 6 (2K) | The Brickfields, Devonport Widzów: 5000 Sędzia: Claudio Blessano |

| 1 lutego 201319:00 | Włochy U-20             | 6:13 | Francja U-20                                | Stadio Marco Tomaselli, Caltanissetta Widzów: 1500 Sędzia: Rhys Thomas |
| 1 lutego 201319:00 | Edoardo Padovani 6 (2K) | 6:13 | Enzo Selponi 5 (P) Vincent Mallet 8 (pd 2K) | Stadio Marco Tomaselli, Caltanissetta Widzów: 1500 Sędzia: Rhys Thomas |

| 1 lutego 201319:10 | Walia U-20                          | 17:15 | Irlandia U-20                           | Eirias Stadium, Colwyn Bay Widzów: 4271 Sędzia: Laurent Cardona |
| 1 lutego 201319:10 | Dion Jones 5 (P) Sam Davies 12 (4K) | 17:15 | Luke McGrath 5 (P) Tom Daly 10 (P pd K) | Eirias Stadium, Colwyn Bay Widzów: 4271 Sędzia: Laurent Cardona |

| 8 lutego 201319:30 | Szkocja U-20                                                                       | 30:17 | Włochy U-20                                                                                    | Netherdale, Galashiels Widzów: 1300 Sędzia: Ian Tempest |
| 8 lutego 201319:30 | Alex Hagart 4 (2pd) Damian Hoyland 5 (P) Jonny Gray 5 (P) Tommy Allan 16 (P pd 3K) | 30:17 | Edoardo Padovani 3 (K) Filippo Buscema 2 (pd) Maxime Mbanda' 5 (P) Michele Campagnaro 7 (P pd) | Netherdale, Galashiels Widzów: 1300 Sędzia: Ian Tempest |

| 8 lutego 201319:35 | Irlandia U-20                           | 16:15 | Anglia U-20         | Dubarry Park, Athlone Sędzia: Nigel Hennessy |
| 8 lutego 201319:35 | Rory Scholes 8 (P K) Tom Daly 8 (pd 2K) | 16:15 | Henry Slade 15 (5K) | Dubarry Park, Athlone Sędzia: Nigel Hennessy |

| 10 lutego 201314:00 | Francja U-20                                    | 13:27 | Walia U-20                                                                         | Stade Marcel-Michelin, Clermont-Ferrand Widzów: 11634 Sędzia: Giuseppe Vivarini |
| 10 lutego 201314:00 | Baptiste Serin 8 (pd 2K) Maxime Wieprecht 5 (P) | 13:27 | Cory Allen 5 (P) Rhodri Williams 5 (P) Sam Davies 12 (3pd dg K) Sion Bennett 5 (P) | Stade Marcel-Michelin, Clermont-Ferrand Widzów: 11634 Sędzia: Giuseppe Vivarini |

| 22 lutego 201319:00 | Włochy U-20                                                          | 10:25 | Walia U-20                                                                               | Stadio Enrico Rocchi, Viterbo Widzów: 3000 Sędzia: Matt Carley |
| 22 lutego 201319:00 | Edoardo Padovani 3 (K) Michele Campagnaro 2 (pd) Maxime Mbanda 5 (P) | 10:25 | Daniel Thomas 5 (P) Rhodri Williams 5 (P) Sam Davies 10 (2pd 2K) karne przyłożenie 5 (P) | Stadio Enrico Rocchi, Viterbo Widzów: 3000 Sędzia: Matt Carley |

| 22 lutego 201319:30 | Szkocja U-20                                                   | 21:20 | Irlandia U-20                                                                  | Netherdale, Galashiels Widzów: 1500 Sędzia: Ian Davies |
| 22 lutego 201319:30 | Damian Hoyland 10 (2P) Ruaridh Young 5 (P) Tommy Allan 6 (3pd) | 21:20 | David Panter 5 (P) Ryan Murphy 5 (P) Tom Daly 5 (pd K) karne przyłożenie 5 (P) | Netherdale, Galashiels Widzów: 1500 Sędzia: Ian Davies |

| 23 lutego 201315:00 | Anglia U-20                                                                             | 40:10 | Francja U-20                                  | Sixways Stadium, Worcester Sędzia: Andrew McMenemy |
| 23 lutego 201315:00 | Henry Purdy 5 (P) Henry Slade 15 (3pd 3K) Jack Clifford 15 (3P) karne przyłożenie 5 (P) | 40:10 | Baptiste Serin 5 (pd K) Gabriel Lacroix 5 (P) | Sixways Stadium, Worcester Sędzia: Andrew McMenemy |

| 8 marca 201319:35 | Szkocja U-20                                           | 17:42 | Walia U-20 | Caledonian Stadium, Inverness Widzów: 2418 Sędzia: Dudley Phillips |
| 8 marca 201319:35 | Adam Ashe 5 (P) Shawn Muir 5 (P) Tommy Allan 7 (2pd K) | 17:42 | Aaron Warren 10 (2P) Cory Allen 5 (P) karne przyłożenie 5 (P) Sam Davies 12 (3pd 2K) Rhodri Williams 5 (P) Jordan Williams 5 (P) | Caledonian Stadium, Inverness Widzów: 2418 Sędzia: Dudley Phillips |

| 8 marca 201319:45 | Irlandia U-20                         | 22:5 | Francja U-20           | Dubarry Park, Athlone Sędzia: Luke Pearce |
| 8 marca 201319:45 | Conor Joyce 5 (P) Tom Daly 17 (pd 5K) | 22:5 | Romain Ruffenach 5 (P) | Dubarry Park, Athlone Sędzia: Luke Pearce |

| 8 marca 201320:05 | Anglia U-20 | 52:7 | Włochy U-20                                  | Franklin’s Gardens, Northampton Widzów: 7945 Sędzia: Sean Gallagher |
| 8 marca 201320:05 | Callum Braley 5 (P) Henry Slade 17 (7pd K) Jack Nowell 10 (2P) Sam Hill 5 (P) Tom Stephenson 5 (P) karne przyłożenie 10 (2P) | 52:7 | Edoardo Padovani 2 (pd) Gianmarco Vian 5 (P) | Franklin’s Gardens, Northampton Widzów: 7945 Sędzia: Sean Gallagher |

| 15 marca 201319:00 | Włochy U-20 | 25:25 | Irlandia U-20                                                                      | Stadio dei Marsi, Avezzano Widzów: 2500 Sędzia: Alexandre Ruiz |
| 15 marca 201319:00 | Alain Moriconi 5 (P) David Odiete 5 (P) Edoardo Padovani 5 (pd K) Giovanni Benvenuti 5 (P) Michele Campagnaro 5 (P) | 25:25 | David Panter 5 (P) Jerry Sexton 5 (P) Rory Scannell 10 (2pd 2K) Rory Scholes 5 (P) | Stadio dei Marsi, Avezzano Widzów: 2500 Sędzia: Alexandre Ruiz |

| 15 marca 201319:35 | Walia U-20         | 15:28 | Anglia U-20                                                      | Eirias Stadium, Colwyn Bay Widzów: 6500 Sędzia: Lloyd Linton |
| 15 marca 201319:35 | Sam Davies 15 (5K) | 15:28 | Harry Wells 10 (2P) Henry Slade 13 (2pd dg 2K) Jack Nowell 5 (P) | Eirias Stadium, Colwyn Bay Widzów: 6500 Sędzia: Lloyd Linton |

| 17 marca 201314:00 | Francja U-20                                                     | 13:10 | Szkocja U-20                         | Stade Amédée Domenech, Brive-la-Gaillarde Widzów: 4000 Sędzia: Mark Patton |
| 17 marca 201314:00 | Baptiste Serin 3 (K) Enzo Selponi 8 (P dg) Yohan Domenech 2 (pd) | 13:10 | Adam Ashe 5 (P) Tommy Allan 5 (pd K) | Stade Amédée Domenech, Brive-la-Gaillarde Widzów: 4000 Sędzia: Mark Patton |